# جواز سفر دولي
في بعض البلدان، جواز السفر الدولي أو جواز السفر العادي لغرض السفر إلى الخارج هو جواز سفر ثاني، بالإضافة إلى جواز السفر الداخلي، ويعتبر مطلوب للمواطنين الذين يريدون السفر إلى خارج في بلد الإقامة.
في معظم البلدان، جواز السفر داخل البلاد غير مطلوب (على الرغم من أنه قد يكون واحد من عدة وسائل لتحديد الهوية) وعدم وجود جواز سفر داخلي منفصل. في هذه الحالة، جواز السفر الدولي يعتبر كجواز سفر عادي.